# Scheiber Sándor-díj
A Scheiber Sándor-díj azoknak a magyar állampolgároknak, illetve határon túl élő magyaroknak adható, akik kiemelkedőt alkottak a hebraisztika, a judaisztika, a zsidó vallás-, művelődéstörténet és az oktatás, valamint a zsidók és nem zsidók közötti párbeszéd és tolerancia előmozdításának területén.
Az elismerést évente egyszer, Prof. Dr. Scheiber Sándor főrabbi halálának évfordulóján, március 3-án adományozza a kulturális miniszter.  A kitüntetéssel emlékplakett és az adományozást igazoló okirat jár, 2005-ig legfeljebb két, azóta legfeljebb három személy kaphatja megosztás nélkül.
A Scheiber Sándor-díj korábban már adományozott kitüntetés volt a Scheiber Sándor Gimnáziumban, mielőtt azt állami díjként is bevezették. A gimnáziumi kitüntetés bronzból készült talpazattal ellátott érem. A talpazaton látható az adományozás dátuma és az adományozott neve. A függőleges érmen látható az 1913–1985 évszám (Scheiber S. születésének és halálának dátuma), alatta: Scheiber Sándor Díj, középen Scheiber portréja látható pileólusban. Jobb oldalon Scheiber Sándor neve héberül szerepel. Az érem hátoldalán magyar és héber felirat: Tanulni és tanítani. Őrízni és cselekedni. A kitüntetést a gimnázium tanári kara szavazat alapján ítéli oda az arra érdemes kollégák részére.
Idézet a Scheiber Sándor Gimnázium és Általános Iskola 5763 (2002–2003-as) Évkönyvéből (187. old.)
Scheiber-emlékplakett
A tanári Scheiber emlékplakettet és a vele járó pénzjutalmat a Professzor özvegye alapította. A díjazott személyét minden évben a tantestület titkos szavazással választja meg. Ebben a tanévben a kitüntetést „rendkívül szoros küzdelemben” Vári Anikó, iskolánk magyartanára kapta meg. Vári Anikó évtizedek óta megbízható, áldozatos tagja tantestületünknek. Természetes egyszerűséggel és szerénységgel végez el minden munkát. Precizitása, előrelátása, objektivitása, lelkiismeretes és gondos munkavégzése követendő példa lehet valamennyiünknek.

## Az állami Scheiber-díj díjazottai

### 2024
- Schőner Alfréd, magyar főrabbi, egyetemi tanár, kutató, 2002 és 2018 között az Országos Rabbiképző – Zsidó Egyetem főigazgatója[1]

### 2023
- Egeresi László Sándor, a Károli Gáspár Református Egyetem Hittudományi Kara Ószövetségi tanszékének docense[2]

### 2022
- Győrfi László, az EMIH – Magyar Zsidó Szövetség elnöke[3]

### 2021
- Villányi András, fotóművész[4]

### 2020
- Lebovics Ábrahám, kárpátaljai rabbi

### 2019
- Róna Tamás főrabbi, az ORZSE tanszékvezetője

### 2018
- Szalai Kálmán, a Tett és Védelem Alapítvány titkára

### 2017
- Kiss Endre

### 2016
- Róna Tamásné Ádám Mária
- Barna Gábor

### 2015
- Glässer Norbert
- Oláh János
- Dr. Vago Raphael

### 2014
- Dr. Tarjányi Béla
- Sándor Anna
- Hölvényi György
- Lichtmann Tamás

### 2013
- Erős Ferenc egyetemi tanár
- Szalai Anna egyetemi tanár
- David Gur a Magyarországi Cionista Ifjúsági Mozgalmak Történetét Kutató Társaság elnöke

### 2012
- Shaul Shaked

### 2011
- Perczel Anna építész
- Pavle Sosberger művelődéstörténész
- Erdélyi Lajos fotóművész

### 2010
- Miskolczy Ambrus
- Menachem Schmelzer
- Tibori Szabó Zoltán

### 2009
- Nagy Ilona
- Michael K. Silber
- Toronyi Zsuzsanna

### 2008
- Féner Tamás
- Dr. Novák Attila szerkesztő, történész
- Dr. Turán Tamás

### 2007
- Deutsch Gábor „morénu”, író
- Dr. Schmelzer Hermann Imre rabbi (St. Gallen)
- Dr. Szigeti Jenő professzor

### 2006
- Dr. Pinhas Artzi professzor (Bar-Ilan University)
- Dr. Jakubinyi György gyulafehérvári érsek
- Dr. Karády Viktor professzor (CEU)

### 2005
- Dr. Jehuda Don professzor (Bar-Ilan University)
- Dr. Shlomo J. Spitzer professzor (Bar-Ilan University)
- Dr. Tatár György professzor

### 2004
- Dávid Ferenc
- Dr. Karasszon István
- Dr. Nathaniel Katzburg professzor

### 2003
- Vári Anikó magyartanár (Anna Frank Gimnázium, Scheiber Sándor Gimnázium)- Kitüntetését kollégái szavazatával kapta a Scheiber Sándor Gimnáziumban.
- dr. Haraszti György
- dr. Neumann Ernő rabbi (Temesvár)

### 2002
- dr. Fröhlich Ida, tanszékvezető egyetemi tanár
- Gábor György

### 2001
- Benyik György katolikus pap, teológus
- Hidvégi Máté

### 2000
- Schweitzer József országos főrabbi
- Voigt Vilmos, folklórkutató

### 1999
- Dr. Babits Antal vallásbölcselő
- Dr. Felkai László, pedagógus, neveléstörténész

### 1998
- Raj Tamás, történész (rabbi)
- Rózsa Huba professzor (PPKE)

### 1997
- Dr. Jólesz László(wd) író, fordító
- Kőbányai János, író, szerkesztő, fotóművész

### 1996
- Dr. Domán István rabbi
- Dr. Komoróczy Géza, orientalista, egyetemi tanár, történész
- Dr. Szécsi József
- Dr. Szita Szabolcs
- Turán Róbert